# Supercoppa LNP 2019
La Supercoppa LNP 2019 Old Wild West è stata la 4ª edizione della manifestazione e si è svolta tra l'8 e il 29 settembre 2019.
È stata vinta dal Derthona Basket, che ha battuto in finale il Basket Torino.

## Formula
Partecipano alla competizione tutte le 28 squadre ammesse al campionato di Serie A2 suddivise in 7 gironi da 4. Le squadre disputano 3 incontri di sola andata nelle date dell'8, 11 e 15 settembre. Le squadre prime classificate e la miglior seconda accedono ai quarti di finale ad eliminazione diretta che si disputano tra il 19 ed il 22 settembre.
Le squadre vincenti accedono alla Final Four all'Allianz Cloud di Milano il 28 e 29 settembre.

## Risultati

### Fase a gironi

#### Girone Verde
| Squadra 1       | Risultato   | Squadra 2       |
| 1ª giornata     | 1ª giornata | 1ª giornata     |
| --------------- | ----------- | --------------- |
| Junior Casale   | 67 - 78     | Derthona Basket |
| Basket Torino   | 91 - 77     | Pall. Biella    |
| 2ª giornata     |             |                 |
| Derthona Basket | 83 - 79     | Basket Torino   |
| Pall. Biella    | 91 - 77     | Junior Casale   |
| 3ª giornata     |             |                 |
| Junior Casale   | 68 - 75     | Basket Torino   |
| Pall. Biella    | 66 - 85     | Derthona Basket |

| Squadra         | Pt | G | V | P | PF  | PS  | QC    |
| --------------- | -- | - | - | - | --- | --- | ----- |
| Derthona Basket | 6  | 3 | 3 | 0 | 246 | 212 | 1,160 |
| Basket Torino   | 4  | 3 | 2 | 1 | 245 | 228 | 1,075 |
| Pall. Biella    | 2  | 3 | 1 | 2 | 234 | 253 | 0,923 |
| Junior Casale   | 0  | 3 | 0 | 3 | 212 | 244 | 0,869 |

#### Girone Giallo
| Squadra 1       | Risultato   | Squadra 2       |
| 1ª giornata     | 1ª giornata | 1ª giornata     |
| --------------- | ----------- | --------------- |
| Treviglio       | 82 - 65     | G.M. OrziBasket |
| Bergamo B. 2014 | 71 - 70     | Urania Milano   |
| 2ª giornata     |             |                 |
| Urania Milano   | 68 - 75     | Treviglio       |
| G.M. OrziBasket | 83 - 84     | Bergamo B. 2014 |
| 3ª giornata     |             |                 |
| G.M. OrziBasket | 81 - 68     | Urania Milano   |
| Bergamo B. 2014 | 61 - 72     | Treviglio       |

| Squadra         | Pt | G | V | P | PF  | PS  | QC    |
| --------------- | -- | - | - | - | --- | --- | ----- |
| Treviglio       | 6  | 3 | 3 | 0 | 229 | 194 | 1,180 |
| Bergamo B. 2014 | 4  | 3 | 2 | 1 | 216 | 225 | 0,960 |
| G.M. OrziBasket | 2  | 3 | 1 | 2 | 229 | 234 | 0,979 |
| Urania Milano   | 0  | 3 | 0 | 3 | 206 | 227 | 0,907 |

#### Girone Rosso
| Squadra 1           | Risultato   | Squadra 2           |
| 1ª giornata         | 1ª giornata | 1ª giornata         |
| ------------------- | ----------- | ------------------- |
| Amici Pall. Udinese | 85 - 75     | Kleb Ferrara        |
| Scaligera Verona    | 81 - 83     | Pall. Mantovana     |
| 2ª giornata         |             |                     |
| Pall. Mantovana     | 64 - 75     | Amici Pall. Udinese |
| Kleb Ferrara        | 76 - 88     | Scaligera Verona    |
| 3ª giornata         |             |                     |
| Scaligera Verona    | 86 - 87     | Amici Pall. Udinese |
| Kleb Ferrara        | 90 - 83     | Pall. Mantovana     |

| Squadra             | Pt | G | V | P | PF  | PS  | QC    |
| ------------------- | -- | - | - | - | --- | --- | ----- |
| Amici Pall. Udinese | 6  | 3 | 3 | 0 | 247 | 225 | 1,180 |
| Scaligera Verona    | 2  | 3 | 1 | 2 | 255 | 246 | 0,960 |
| Kleb Ferrara        | 2  | 3 | 1 | 2 | 241 | 256 | 0,941 |
| Pall. Mantovana     | 2  | 3 | 1 | 2 | 230 | 246 | 0,935 |

- Classifica avulsa (Punti fatti-Punti subiti, Quoziente canestri): Scaligera Verona (169-159, 1,063), Kleb Ferrara (166-171, 0,971), Pallacanestro Mantovana (166-171, 0,971)

#### Girone Bianco
| Squadra 1         | Risultato   | Squadra 2         |
| 1ª giornata       | 1ª giornata | 1ª giornata       |
| ----------------- | ----------- | ----------------- |
| A. Costa Imola    | 90 - 77     | U.C.C. Piacenza   |
| Basket Ravenna    | 72 - 98     | Pall. Forlì 2.015 |
| 2ª giornata       |             |                   |
| U.C.C. Piacenza   | 84 - 79     | Basket Ravenna    |
| Pall. Forlì 2.015 | 81 - 71     | A. Costa Imola    |
| 3ª giornata       |             |                   |
| A. Costa Imola    | 89 - 83     | Basket Ravenna    |
| Pall. Forlì 2.015 | 71 - 57     | U.C.C. Piacenza   |

| Squadra           | Pt | G | V | P | PF  | PS  | QC    |
| ----------------- | -- | - | - | - | --- | --- | ----- |
| Pall. Forlì 2.015 | 6  | 3 | 3 | 0 | 250 | 200 | 1,250 |
| A. Costa Imola    | 4  | 3 | 2 | 1 | 250 | 241 | 1,037 |
| U.C.C. Piacenza   | 2  | 3 | 1 | 2 | 218 | 240 | 0,908 |
| Basket Ravenna    | 0  | 3 | 0 | 3 | 234 | 271 | 0,863 |

#### Girone Blu
| Squadra 1       | Risultato      | Squadra 2       |
| 1ª giornata     | 1ª giornata    | 1ª giornata     |
| --------------- | -------------- | --------------- |
| Eurobasket Roma | 84 - 91 (d1ts) | N.P.C. Rieti    |
| Latina Basket   | 61 - 81        | Scafati Basket  |
| 2ª giornata     |                |                 |
| Scafati Basket  | 95 - 69        | Eurobasket Roma |
| N.P.C. Rieti    | 90 - 65        | Latina Basket   |
| 3ª giornata     |                |                 |
| Eurobasket Roma | 75 - 73        | Latina Basket   |
| Scafati Basket  | 105 - 92       | N.P.C. Rieti    |

| Squadra         | Pt | G | V | P | PF  | PS  | QC    |
| --------------- | -- | - | - | - | --- | --- | ----- |
| Scafati Basket  | 6  | 3 | 3 | 0 | 281 | 222 | 1,266 |
| N.P.C. Rieti    | 4  | 3 | 2 | 1 | 273 | 254 | 1,075 |
| Eurobasket Roma | 2  | 3 | 1 | 2 | 228 | 259 | 0,880 |
| Latina Basket   | 0  | 3 | 0 | 3 | 199 | 246 | 0,809 |

#### Girone Arancione
| Squadra 1         | Risultato   | Squadra 2         |
| 1ª giornata       | 1ª giornata | 1ª giornata       |
| ----------------- | ----------- | ----------------- |
| Juvecaserta       | 72 - 66     | Pall. Roseto      |
| Pod. Montegranaro | 87 - 77     | San Severo        |
| 2ª giornata       |             |                   |
| Pall. Roseto      | 65 - 74     | Pod. Montegranaro |
| San Severo        | 89 - 93     | Juvecaserta       |
| 3ª giornata       |             |                   |
| Pod. Montegranaro | 74 - 69     | Juvecaserta       |
| Pall. Roseto      | 65 - 73     | San Severo        |

| Squadra           | Pt | G | V | P | PF  | PS  | QC    |
| ----------------- | -- | - | - | - | --- | --- | ----- |
| Pod. Montegranaro | 6  | 3 | 3 | 0 | 235 | 211 | 1,114 |
| Juvecaserta       | 4  | 3 | 2 | 1 | 234 | 229 | 1,022 |
| San Severo        | 2  | 3 | 1 | 2 | 239 | 245 | 0,976 |
| Pall. Roseto      | 0  | 3 | 0 | 3 | 196 | 219 | 0,895 |

#### Girone Azzurro
| Squadra 1           | Risultato   | Squadra 2           |
| 1ª giornata         | 1ª giornata | 1ª giornata         |
| ------------------- | ----------- | ------------------- |
| Napoli Basket       | 69 - 56     | Orlandina           |
| Pall. Trapani       | 73 - 69     | Fortitudo Agrigento |
| 2ª giornata         |             |                     |
| Orlandina           | 51 - 74     | Pall. Trapani       |
| Fortitudo Agrigento | 71 - 64     | Napoli Basket       |
| 3ª giornata         |             |                     |
| Pall. Trapani       | 76 - 61     | Napoli Basket       |
| Orlandina           | 68 - 108    | Fortitudo Agrigento |

| Squadra             | Pt | G | V | P | PF  | PS  | QC    |
| ------------------- | -- | - | - | - | --- | --- | ----- |
| Pall. Trapani       | 6  | 3 | 3 | 0 | 223 | 181 | 1,232 |
| Fortitudo Agrigento | 4  | 3 | 2 | 1 | 248 | 205 | 1,210 |
| Napoli Basket       | 2  | 3 | 1 | 2 | 194 | 203 | 0,956 |
| Orlandina           | 0  | 3 | 0 | 3 | 175 | 251 | 0,697 |

#### Confronto seconde classificate
| Squadra             | Girone    | Pt | G | V | P | PF  | PS  | QCG   | QC1   |
| ------------------- | --------- | -- | - | - | - | --- | --- | ----- | ----- |
| Basket Torino       | Verde     | 4  | 3 | 2 | 1 | 245 | 228 | 1,075 | 0,952 |
| Fortitudo Agrigento | Azzurro   | 4  | 3 | 2 | 1 | 248 | 205 | 1,210 | 0,945 |
| Juvecaserta         | Arancione | 4  | 3 | 2 | 1 | 234 | 229 | 1,022 | 0,932 |
| A. Costa Imola      | Bianco    | 4  | 3 | 2 | 1 | 250 | 241 | 1,037 | 0,877 |
| N.P.C. Rieti        | Blu       | 4  | 3 | 2 | 1 | 273 | 254 | 1,075 | 0,876 |
| Bergamo B. 2014     | Giallo    | 4  | 3 | 2 | 1 | 216 | 225 | 0,960 | 0,847 |
| Scaligera Verona    | Rosso     | 2  | 3 | 1 | 2 | 255 | 246 | 0,960 | 0,989 |

### Quarti di finale
Giocano in casa le quattro migliori prime classificate della fase a gironi.
| Squadra 1         | Risultato | Squadra 2           |
| ----------------- | --------- | ------------------- |
| Treviglio         | 69 - 76   | Derthona Basket     |
| Pall. Forlì 2.015 | 85 - 95   | Amici Pall. Udinese |
| Scafati Basket    | 86 - 68   | Pod. Montegranaro   |
| Pall. Trapani     | 73 - 86   | Basket Torino       |

### Final Four

#### Tabellone
|  | Semifinali          | Semifinali          | Semifinali      |                 |               | Finale              | Finale              | Finale          |  |
|  |                     |                     |                 |                 |               |                     |                     |                 |  |
|  | Scafati Basket      | Scafati Basket      | 75              |                 |               |                     |                     |                 |  |
|  | Scafati Basket      | Scafati Basket      | 75              |                 |               |                     |                     |                 |  |
|  | Basket Torino       | Basket Torino       | 77              |                 |               |                     |                     |                 |  |
|  | Basket Torino       | Basket Torino       | 77              |                 | Basket Torino | Basket Torino       | 81                  |                 |  |
|  |                     |                     |                 |                 | Basket Torino | Basket Torino       | 81                  |                 |  |
|  |                     |                     | Derthona Basket | Derthona Basket | 84            |                     |                     |                 |  |
|  | Derthona Basket     | Derthona Basket     | Derthona Basket | Derthona Basket | 84            | 78                  |                     |                 |  |
|  | Derthona Basket     | Derthona Basket     |                 |                 |               | 78                  |                     |                 |  |
|  | Amici Pall. Udinese | Amici Pall. Udinese | 67              |                 |               | Finale 3º posto     | Finale 3º posto     | Finale 3º posto |  |
|  | Amici Pall. Udinese | Amici Pall. Udinese | 67              |                 |               |                     |                     |                 |  |
|  |                     |                     |                 |                 |               |                     |                     |                 |  |
|  |                     |                     |                 |                 |               | Scafati Basket      | Scafati Basket      | 81              |  |
|  |                     |                     |                 |                 |               | Scafati Basket      | Scafati Basket      | 81              |  |
|  |                     |                     |                 |                 |               | Amici Pall. Udinese | Amici Pall. Udinese | 77              |  |

#### Semifinali
| Milano 27 settembre 2019, ore 18:30 UTC+2 | Scafati Basket | 75 – 77 (22-27; 38-39; 59-62) referto | Basket Torino | Allianz Cloud |
| \| \| \| \| \| Frazier 22 \| Punti \| 19 Pinkins \| \| Frazier 5 \| Assist \| 4 Marks \| \| Fall 7 \| Rimbalzi \| 8 Alibegović \| \| Giulio Griccioli \| Allenatori \| Demis Cavina \| |                |                                       |               |               |
| |                |                                       |               |               |
| Frazier 22 | Punti          | 19 Pinkins                            |               |               |
| Frazier 5 | Assist         | 4 Marks                               |               |               |
| Fall 7 | Rimbalzi       | 8 Alibegović                          |               |               |
| Giulio Griccioli | Allenatori     | Demis Cavina                          |               |               |

| Milano 27 settembre 2019, ore 21:00 UTC+2 | Derthona Basket | 78 – 67 (19-15; 43-32; 61-52) referto | Amici Pall. Udinese | Allianz Cloud |
| \| \| \| \| \| Gražulis 19 \| Punti \| 25 Beverly \| \| Tavernelli 6 \| Assist \| 3 Cromer, Amato \| \| De Laurentiis 11 \| Rimbalzi \| 9 Beverly \| \| Marco Ramondino \| Allenatori \| Alessandro Ramagli \| |                 |                                       |                     |               |
| |                 |                                       |                     |               |
| Gražulis 19 | Punti           | 25 Beverly                            |                     |               |
| Tavernelli 6 | Assist          | 3 Cromer, Amato                       |                     |               |
| De Laurentiis 11 | Rimbalzi        | 9 Beverly                             |                     |               |
| Marco Ramondino | Allenatori      | Alessandro Ramagli                    |                     |               |

#### Finale 3º posto
| Milano 28 settembre 2019, ore 17:45 UTC+2 | Scafati Basket | 81 – 77 (20-23; 33-46; 56-61) referto | Amici Pall. Udinese | Allianz Cloud |
| \| \| \| \| \| Crow, Contento 21 \| Punti \| 16 Cromer \| \| Contento 5 \| Assist \| 7 Amato \| \| Fall 8 \| Rimbalzi \| 5 Antonutti, Amato, Zilli \| \| Giulio Griccioli \| Allenatori \| Alessandro Ramagli \| |                |                                       |                     |               |
| |                |                                       |                     |               |
| Crow, Contento 21 | Punti          | 16 Cromer                             |                     |               |
| Contento 5 | Assist         | 7 Amato                               |                     |               |
| Fall 8 | Rimbalzi       | 5 Antonutti, Amato, Zilli             |                     |               |
| Giulio Griccioli | Allenatori     | Alessandro Ramagli                    |                     |               |

#### Finale
| Milano 28 settembre 2019, ore 20:15 UTC+2 | Basket Torino | 81 – 84 (23-29; 48-48; 69-67) referto | Derthona Basket | Allianz Cloud |
| \| \| \| \| \| Marks 22 \| Punti \| 17 Gaines, Formenti \| \| Pinkins 5 \| Assist \| 5 Tavernelli \| \| Campani 9 \| Rimbalzi \| 9 De Laurentiis \| \| Demis Cavina \| Allenatori \| Marco Ramondino \| |               |                                       |                 |               |
| |               |                                       |                 |               |
| Marks 22 | Punti         | 17 Gaines, Formenti                   |                 |               |
| Pinkins 5 | Assist        | 5 Tavernelli                          |                 |               |
| Campani 9 | Rimbalzi      | 9 De Laurentiis                       |                 |               |
| Demis Cavina | Allenatori    | Marco Ramondino                       |                 |               |